# Кабо-Рохо (Пуерто-Рико)
Кабо-Рохо (ісп. Cabo Rojo, МФА: [ˈkaβo ˈroxo]) — муніципалітет Пуерто-Рико, острівної території у складі США. Заснований 17 грудня 1771 року.

## Географія
Площа суходолу муніципалітету складає 185 км² (6-е місце за цим показником серед 78 муніципалітетів Пуерто-Рико).

## Демографія
Станом на 2010 рік на території муніципалітету мешкало 50 917 ос.
Динаміка чисельності населення:

## Населені пункти
Найбільші населені пункти муніципалітету Кабо-Рохо:
| Населений пункт | Статус | Населення :   | Населення :   | Населення :   |
| Населений пункт | Статус | на 01.04.1990 | на 01.04.2000 | на 01.04.2010 |
| --------------- | ------ | ------------- | ------------- | ------------- |
| Бетансес        | Селище | 1 031         | 835           | 876           |
| Бокерон         | Селище | н/д           | 2 017         | 2 023         |
| Кабо-Рохо       | Місто  | 10 131        | 10 610        | 9 803         |
| Ель-Комбате     | Селище | н/д           | н/д           | 423           |
| Монте-Гранде    | Селище | н/д           | 1 817         | 2 800         |
| Поле-Охеа       | Селище | 1 539         | 1 829         | 1 695         |
| Пуерто-Реаль    | Селище | 3 429         | 6 166         | 5 983         |